# Otonska renesansa
Otonska renesansa je razdoblje preporoda za vrijeme vladavine prva tri cara Otonske dinastije. Sva trojica nosili su ime Oton: Oton I. (936. – 973.), Oton II. (973. – 983.), i Oton III. (983. – 1002.), a razdoblje procvata uvelike je ovisilo o njihovom pokroviteljstvu. 
Otonska renesansa započela je nakon Otonovog vjenčanja s Adelaidom (951.) kad su ujedinjena kraljevstva Italije i Njemačke čime je došlo do približavanja Zapada i Bizanta, što je nadalje povelo ka kršćanskom (političkom) jedinstvu predstavljenim njegovom carskom krunidbom 962.godine.
Ovo se razdoblje ponekad proširuje i na vladavinu Henrika II. a rjeđe i na Salijsku dinastiju. Općenito se termin ograničava na imperijalnu dvorsku umjetnost provođenu na latinštini u Njemačkoj.
Otonska renesansa naročito je prepoznatljiva u umjetnosti i arhitekturi, ojačana obnovljenim kontaktima s Konstantinopolom, što se ogleda u oživljavanju katedralnih škola (radionica). To je vidljivo primjerice u radu Bruna iz Kölna, u proizvodnji iluminiranih rukopisa iz nekoliko elitnih pisarnica poput Quedlinburga, utemeljenoga od Otona 936. godine, kao i u političkoj ideologiji.
Carski dvor je postao centar religioznog i duhovnog života kojega su predvodile žene-uzori iz kraljevske obitelji poput Matilde od Ringelheima, literarne majke Otona I., njegove sestre Gerberge od Saksonije, njegove supruge Adelaide, ili carice Theophano.
Nakon carske krunidbe Otona I. godine 962., pojavila se obnovljena odanost ideji Carstva u Otonovom najbližem krugu kao i u reformiranoj Crkvi, što je stvorilo razdoblje velikoga kulturnog i umjetničkog zanosa.
Otonska je umjetnost prvenstveno bila dvorska umjetnost, stvorena da bi potvrdila direktnu svetu i carsku liniju kao izvor legitimne moći proizašle od Konstantina i Justinijana.
U takvoj atmosferi, remek-djela su spajala tradiciju na kojoj se temeljila nova umjetnost: slike kasne antike, karolinško razdoblje, i umjetnost Bizanta.
Na ovaj način, termin se koristio kao analogija karolinškoj renesansi koja je popratila krunidbu Karla Velikog godine 800.-te.

Mala grupa otonskih samostana primala je direktno sponzorstvo cara i biskupa, što je omogućilo stvaranje veličanstvenih srednjovjekovnih iluminiranih rukopisa - ujedno najcjenjenije umjetničke forme toga doba.
U samostanu Corvey nastali su neki od najranijih rukopisa, za kojima su uslijedili radovi pisarnice u Hildesheimu nakon 1000. godine.
Najpoznatija otonska pisarnica je ona otočkoga samostana Reichenaua na jezeru Constance, čije su minijature najizrazitije oblikovale sliku otonske umjetnosti.
Jedan od najznačajnijih radova iz Reichenaua jest Codex Egberti koji sadrži narativne minijature s prikazom Kristovog života, što je ujedno najraniji takav ciklus, a koji u sebi spaja utjecaje karolinške umjetnosti kao i tragove otočkih i bizantskih utjecaja.
Drugi poznati rukopisi su Reichenauski Evangelistar, Liuther Codex, Pericopes Henrika II., Bamberška Apokalipsa i Hitda Codex.
Izraz vremena očituje se u stvaralaštvu redovnice Hroswithe iz Gandersheima, čije su drame i stihovi bazirani na radovima antičkih pisaca.
Arhitektura ovog razdoblja također je bila inovativna te prethodi kasnijoj romaničkoj arhitekturi.
U politici su se razvijale teorije kršćanskoga jedinstva i carstva, kao i oživljavanje klasičnih ideja o carskoj moći na zapadu.
Supruga Otona II. bila je Grkinja Theophano, zbog čega je bizantska ikonografija postala prisutna u zapadnoj umjetnosti.
Globus s križem (globus cruciger) postao je simbol kraljevske moći, a sveti rimski carevi prikazivani su kao okrunjeni od Krista u bizantskom stilu. Na pokušaj povratka slavi carskoga Rima ukazuje činjenica da je Oton III. svoju prijestolnicu smjestio u Rim te uključio grčko-rimsku modu u dvorskim ceremonijama.

## Najznačajnije osobe otonske renesanse
- Hroswitha iz Gandersheima
- Oton I., Oton II., Oton III., Henrik II.
- Hermannus Contractus
- Gerbert iz Aurillaca- papa Silvestar II.
- Theophano
- Gvido iz Arezza
- Liutprand iz Kremone, autor Historie Ottonis
- Bruno I., nadbiskup Cologne
- Widukind iz Corveya, autor «Res gestae Saxonicae»
- Adelaide, nadstojnica Vilicha